# Antoni Maria Badia i Margarit
Antoni Maria Badia i Margarit (Barcelona, 30 de maig de 1920 - 16 de novembre de 2014) fou un filòleg i lingüista català especialista en història de la llengua i gramàtica catalana.

## Biografia
Va fer els estudis d'ensenyament primari i batxillerat a la Mútua Escolar Blanquerna, dirigida pel pedagog Alexandre Galí i Coll, que li va infondre la preocupació pel llenguatge. Estudià als Estudis Universitaris Catalans, i es llicencià en filologia romànica per la Universitat de Barcelona el juny de 1943. Es doctorà l'any 1945 a la Universitat Computense de Madrid, sota la direcció de Dámaso Alonso. Encetà els seus treballs d'investigador amb un estudi de morfologia històrica que constituí la seva tesi doctoral (1947). Posteriorment esdevingué catedràtic de Gramàtica Històrica de la Llengua Espanyola i, el 1987, de Llengua Catalana, i rector de la Universitat de Barcelona del 1978 al 1986, data a partir de la qual és honorari.
Com a catedràtic cal destacar la seva intensa activitat com a docent, fet que va portar amb si la formació d'una escola d'investigadors. Badia, d'altra banda, va prosseguir amb la seva recerca en el camp de la lingüística històrica, sobretot catalana, dins la gran tradició de Ramón Menéndez Pidal. Aviat s'inclinà també cap als estudis de dialectologia: primer, de l'aragonès, després, del català. S'especialitzà en geografia lingüística, i en aquest terreny desenvolupà una intensa activitat en les tasques inicials de la confecció d'un Atles Lingüístic del Domini Català. L'onomàstica també va ser cultivada per Badia i, en aquest terreny, cal remarcar la seva atenció especial als elements botànics de la toponímia.
Cal destacar que va ser professor visitant a Múnic, Heidelberg, Georgetown, Wisconsin i la Sorbona a París. Era doctor honoris causa per diverses universitats, entre les quals Salzburg, Tolosa, Rovira i Virgili, la Sorbona, Universitat de Perpinyà Via Domícia, Illes Balears, Alacant, València i el Knox College de Galesburg.
També va ser president de la Société de Linguistique Romane (després fou nomenat president d'honor), president de la Secció Filològica de l'Institut d'Estudis Catalans, primer president de l'Associació Internacional de Llengua i Literatura Catalanes, primer president del Grup Català de Sociolingüística, president d'honor del II Col·loqui Internacional de Llengua i Literatura Catalanes a Amsterdam (1970), de la North American Catalan Society i de la Deutsch-Katalanische Gesellschaft, i president del Segon Congrés Internacional de la Llengua Catalana (1986).
Fou responsable de l'àrea de lingüística de la Gran Enciclopèdia Catalana, president de la Fundació Artur Martorell, director de la revista Estudis Romànics i va pertànyer a diversos consells editorials de revistes de filologia catalana (Caplletra, Catalan Review, Llengua & Literatura i Treballs de Sociolingüística Catalana).
Així mateix, era membre de l'Institut d'Estudis Catalans, de la Reial Acadèmia de Bones Lletres de Barcelona i corresponent de diverses acadèmies entre les quals la Real Academia Española. També va ser membre honorari de l'American Association of Teachers of Spanish and Portuguese. Cal destacar que va ser president de l'Associació Internacional de Llengua i Literatura Catalanes (1973-1976) i president del Grup Català de Sociolingüística des del 1974.

### Defunció
La matinada del 16 de novembre de 2014 va morir Badia i Margarit a 94 anys. El seu funeral es feu a l'església de Santa Maria del Pi de Barcelona l'endemà. El conseller de Cultura de la Generalitat de Catalunya, Ferran Mascarell i Canalda Arxivat 2013-12-10 a Wayback Machine., va lamentar la seva mort perquè "Ens ha permès d'entendre que el català era una llengua amb molta força i la potència de qualsevol altra llengua romànica, i li devem molta de la convicció que avui tenim sobre el futur del català."; com també que ha destacat la seva gran feina en l'ensenyament.

## Biblioteca Badia-Cardús
L'any 1975, mentre s'encetaven les activitats del Congrés de Cultura Catalana, el Dr. Badia i la seva esposa, Maria Cardús, van fer públic el donatiu de la seva biblioteca i de l'arxiu documental a la Biblioteca de Catalunya. Es tracta d'un fons especialitzat en lingüística, filologia i gramàtica de les llengües romàniques, sobretot del català i castellà, que conté llibres, revistes i nombrosos fullets, molts dels quals són exemplars únics o molt rars.

## Publicacions
- Badia i Margarit, Antoni M. Gramàtica de la llengua catalana. Descriptiva, normativa, diatòpica, diastràtica. Barcelona: Enciclopèdia Catalana, 1994. ISBN 84-7739-751-1. Disponible a: Catàleg de les biblioteques de la UB.
- Badia Margarit, Antoni M. Gramàtica històrica catalana. València: Tres i quatre, 1981 (2a ed. 1984; 3a ed. 1994). Biblioteca d'estudis i investigacions, 4. ISBN 8475021115. Disponible a:Catàleg de les biblioteques de la UB
- Badia Margarit, Antoni M. Gramàtica catalana. Madrid: Gredos, 1962. 2 Vol. Biblioteca románica hispánica. III, Manuales; 10. Disponible a:Catàleg de les biblioteques de la UB
- Badia Margarit, Antoni M. Llengua i cultura als Països Catalans. Barcelona: Edicions 62, 1964. Llibres a l'abast, 19. Disponible a:Catàleg de les biblioteques de la UB
- Badia Margarit, Antoni M. La llengua dels barcelonins: resultats d'una enquesta sociològico-lingüística. Barcelona: Edicions 32, 1969. Estudis i documents, 10. Disponible a: Catàleg de les biblioteques de la UB

## Premis i reconeixements
- Creu de Sant Jordi (1986)
- Premi d'Honor Lluís Carulla (1995)
- Premi de la Fundació Catalana per a la Recerca (1996)
- Medalla al Mèrit Científic de l'Ajuntament de Barcelona (1999).
- Homenatge del Congrés Internacional de Ciències Onomàstiques (6 de setembre de 2011).[7]
- Premi d'Honor de les Lletres Catalanes (2003)
- Medalla d'Or de la Generalitat de Catalunya (2012)[8]
- Institut Badia i Margarit d'Igualada (creat el 2014)